# Паццано
Паццано (італ. Pazzano, сиц. Pazzanu) — муніципалітет в Італії, у регіоні Калабрія, метрополійне місто Реджо-Калабрія‎.
Паццано розташоване на відстані близько 510 км на південний схід від Рима, 50 км на південь від Катандзаро, 80 км на північний схід від Реджо-Калабрії.

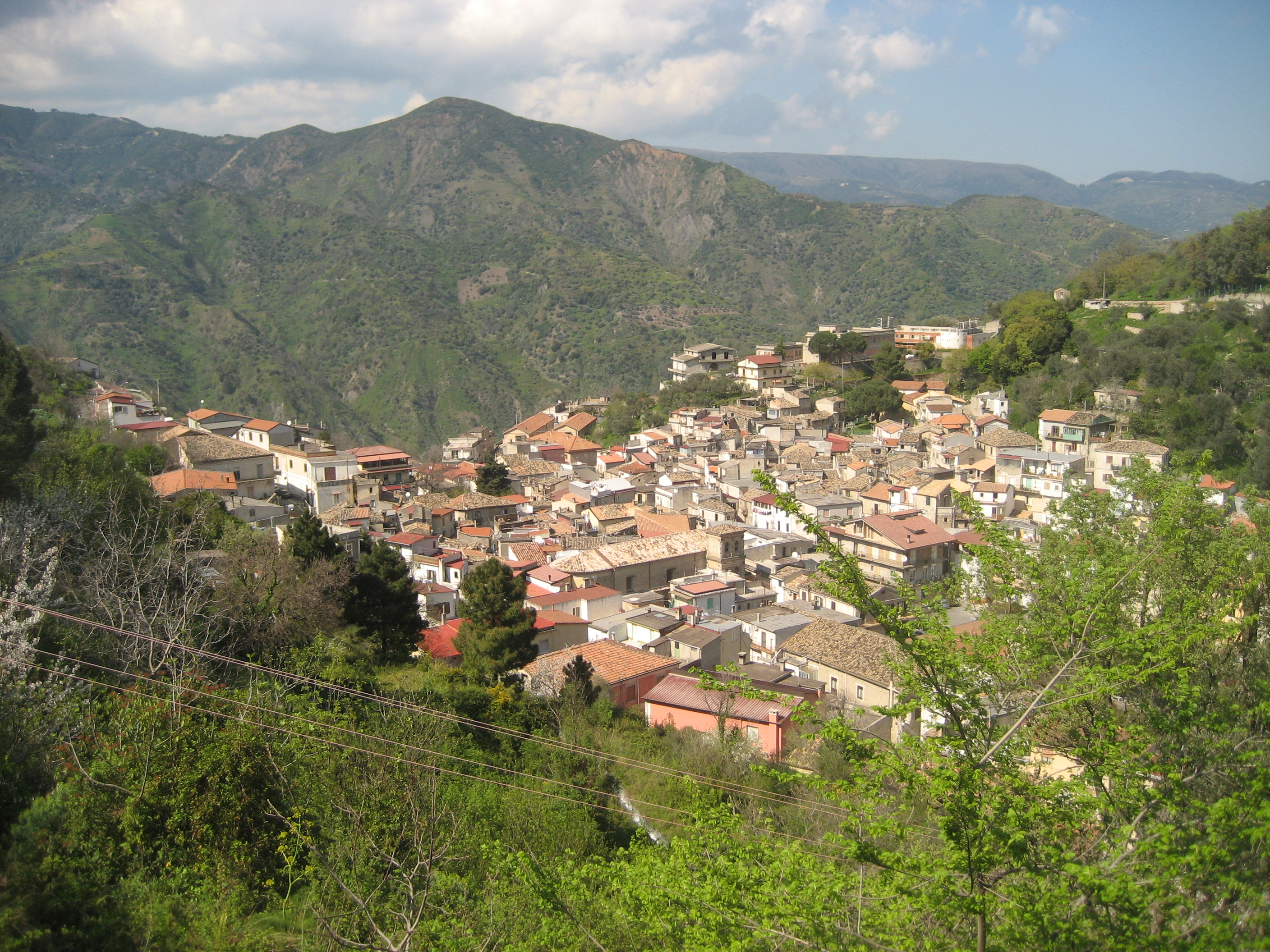

Населення — 577 осіб (2014).
Покровитель — San Giuseppe.

## Демографія
Населення за роками:

Станом на 1 січня 2023 року в муніципалітеті офіційно проживало 20 іноземців з 8 країн, серед них 9 громадян країн Євросоюзу та 2 громадяни України.

## Сусідні муніципалітети
- Бівонджі
- Каулонія
- Нардодіпаче
- Плаканіка
- Стіньяно
- Стіло